# Samoggia (przystanek kolejowy)
Samoggia (wł. Stazione di Samoggia) – przystanek kolejowy w Anzola dell’Emilia, w prowincji Bolonia, w regionie Emilia-Romania, we Włoszech. Znajduje się na linii Mediolan – Bolonia.
Według klasyfikacji RFI ma kategorią brązową.

## Historia
Przystanek został otwarty w 1859 roku, wraz z uruchomieniem linii z Piacenzy do Bolonii.

## Linie kolejowe
- Mediolan – Bolonia